# Hemilophus
Hemilophus is een kevergeslacht uit de familie van de boktorren (Cerambycidae). De wetenschappelijke naam van het geslacht werd voor het eerst geldig gepubliceerd in 1835 door Audinet-Serville.

## Soorten
Hemilophus omvat de volgende soorten:
- Hemilophus dimidiaticornis Audinet-Serville, 1835
- Hemilophus infuscatus Bates, 1881
- Hemilophus leucogramma Bates, 1881
- Hemilophus unicolor Bates, 1881